# في غرفة النوم (فلم)
في غرفة النوم (بالإنجليزية: In the Bedroom) هو فيلم جريمة مستقل أمريكي من إنتاج عام 2001 أخرجه تود فيلد من سيناريو كتبه فيلد مع روبرت فستينغر، مبني على القصة القصيرة «حوادث قتل» للكاتب أندريه دوبس. الفيلم من بطولة كل من سيسي سبيسك، توم ويلكينسون، نيك ستال، ماريسا تومي، وليام مابوثر. يرتكز الفيلم على حركية التفاعل بين أفراد عائلة في مرحلة انتقالية. مات فولر (ويلكنسون) طبيب يمارس مهنته في مين وهو متزوج من روث فولر (سبيسك)، ابنهما معلم موسيقى متورط بعلاقة حب مع أم عزباء أكبر منه، ناتالي ستراوت (تومي). مع انتهاء فصل الصيف القصير العابر في مين، تجد هذه الشخصيات أنفسها وسط مأساة لا يمكن تصورها.
يشير العنوان إلى الجزء الخلفي من مصيدة الكركند الذي يعرف باسم «غرفة النوم» وهو لا يستطيع الإبقاء على أكثر من كركندين قبل أن تبدأ تلك السرطانات بالانقلاب على بعضها. في غرفة النوم.
عرض الفيلم لأول مرة في مهرجان سندانس للأفلام. صدر سينمائيًّا في عدد محدود من دور السينما في 23 نوفمبر 2001، وجنى 43.3 مليون دولار مقابل ميزانية قدرها 1.7 مليون دولار.
تلقى الفيلم الكثير من الثناء؛ مدح النقاد إخراج فيلد، والنص وأداء الممثلين (وخاصةً أداء سبيسك وويلكينسون وتومي). اختير فيلم في غرفة النوم من قبل معهد الفيلم الأمريكي بصفته واحدًا من أفضل 10 أفلام في السنة في حين اختير أداء سبيسك باعتباره أفضل أداء أنثوي في ذلك العام. تلقى الفيلم خمسة ترشيحات أوسكار في حفل جوائز الأكاديمية الرابع والسبعين: أفضل فيلم، أفضل ممثلة (لسبيسك)، أفضل ممثل (لويلكينسون)، أفضل ممثلة مساعدة (لتومي)، أفضل كتابة لسيناريو مقتبس، وأيضًا حصل الفيلم على ثلاثة ترشيحات في الحفل التاسع والخمسين لجوائز الغولدن غلوب من بينها أفضل فيلم دراما، ونال جائزة أفضل ممثلة دراما (لسبيسك).

## الحبكة
في بلدة كامدن الواقعة بمنطقة الساحل الأوسط في ولاية مين يستمتع مات وروث فولر بزواج سعيد وعلاقة جيدة مع ابنهما فرانك، وهو متخرج حديثًا من الكلية عاد إلى المنزل لقضاء الصيفية. وقع فرانك في حب امرأة أكبر منه ولها أولاد، ناتالي ستراوت.
يوشك فرانك على بدء الدراسات العليا في العمارة، ولكنه يعيد التفكير في الأمر ويفكر في البقاء في البلدة ليستمر في العمل صيادًا، كي يبقى بقرب ناتالي، وهو السبب الأكثر أهمية. يحاول زوج ناتالي السابق ريتشارد ستراوت أن يجد طريقة إلى حياة زوجته السابقة وأولاده، متبعًا طرقًا متزايدة في العنف ليوصل ما يريده إلى ناتالي. تعبِّر روث على الملأ عن قلقها تجاه علاقة فرانك بناتالي، في حين يعتقد مات أن الأمر مجرد نزوة عابرة.
يقتل ريتشارد فرانك خلال مواجهة في بيت ناتالي بعد خلاف منزلي. رغم تحطم كل من روث ومات، فإنهما يتعاملان مع ثكلهما بطريقة مختلفة، إذ يرتدي مات قناع الشجاعة في حين تصبح روث أكثر هدوءًا وعزلةً. يطلق سراح ريتشارد بكفالة، تدفعها عائلته المقتدرة، فيُجبَر كل من مات وروث على رؤية ريتشارد في أنحاء البلدة.
يتصاعد هذا التوتر بين مات وروث عندما يعلمان أن عدم وجود شهود على حادثة قتل فرانك سيعني أن ريتشارد سيحكم عليه بالقتل غير العمد. وينشأ جدال بين الزوجين يواجهان فيه بعضهما. مع صفاء الجو بينهما، يستطيع الزوجان أخيرًا أن يجدا أرضًا مشتركة لثكلهما.
يخطف مات بعد ذلك ريتشارد ويقتله. يدفن مع صديقه الجثة في أحد العقارات المشجرة للصديق. يعود مات إلى روث في المنزل، وتكون مستيقظة وتدخن في السرير. تسأله: «هل فعلتها؟»، يبدو مات مضطربًا ولا يستجيب. يصعد إلى السرير ويدير ظهره لها. في النهاية تستيقظ روث لإعداد القهوة. ينقلب مات على ظهره ويسحب ضماد جروح من إصبع كان قد جرحه وهو يسحب المصايد. تناديه روث من المطبخ: «مات هل تريد القهوة؟»، يجيبها مات: لا.

## بطولة
- توم ويلكينسون
- سيسي سبيسك
- نيك ستال
- ماريسا تومي

## الميزانية والإيرادات
بلغت تكلفة إنتاج الفيلم حوالي 1.7 مليون دولار بينما حقق أرباحا تقدر بـ 43,368,779 دولار.

## وصلات خارجية
- مقالات تستعمل روابط فنية بلا صلة مع ويكي بيانات